# Габинский, Марк Александрович
Марк Александрович Габинский (рум. Marcu Gabinschi; 15 сентября 1932, Одесса — 23 апреля 2020, Кишинёв) — советский и молдавский лингвист, специалист в области балканского, романского и общего языкознания, лексикограф. Доктор филологических наук (1972), старший научный сотрудник Института языкознания Академии наук Молдавии.

## Биография
Марк Габинский родился в 1932 году в Одессе во врачебной еврейской семье. Мать происходила из местечка Фундуклеевка Чигиринского уезда Киевской губернии, отец — из Стеблёва.
Родители были вынуждены бежать из родных мест в результате погромов периода Гражданской войны и познакомились во время учёбы в Одесском медицинском институте, где отец впоследствии работал доцентом кафедры анатомии человека, а мать в кардиологической клинике. Во время войны отец, Александр Михайлович Габинский (1898—?), был призван на фронт военврачом второго ранга, начальником санчасти в зенитном артдивизионе в 1-м гвардейском кавалерийском корпусе, а семья эвакуирована на теплоходе «Абхазия» в Гагры, затем в село Берёзовка Семипалатинской области, где мать устроилась врачом в местном санатории. В 1943 году отца перевели заведующим военным санитарно-контрольным пунктом на Турксибе и семья присоединилась к нему в Семипалатинске.
Ещё в детстве самостоятельно изучил испанский, итальянский и португальский языки. Семья вернулась в Одессу 19 июля 1946 года. После окончания отделения романской филологии филологического факультета Ленинградского университета в 1953 году был направлен на работу в Институт истории, языка и литературы Молдавского филиала Академии наук СССР. Молдавский (румынский) язык он также изучил самостоятельно ещё в студенческие годы. Всего М. Габинский овладел более чем десятью языками, включая албанский, сефардский, иврит, новогреческий, македонский и аромунский.
С 1956 года участвовал в составлении нового русско-молдавского словаря (издан в 1961 году). В 1967 году защитил кандидатскую диссертацию по теме «Возникновение инфинитива как вторичный балканский языковой процесс (На материале албанского языка)». В том же году одноимённая монография была опубликована в Ленинградском отделении издательства «Наука». В 1972 году защитил докторскую диссертацию «Появление и утрата первичного албанского инфинитива (К проблеме инфинитивности в балканских языках)», по материалам собственной одноимённой монографии, изданной в ленинградском филиале издательства «Наука» в 1970 году.
Автор приблизительно 260 научных работ по различным проблемам балканских и романских языков, а также общего языкознания. Уже в 1967 году, первым из советских лингвистов опубликовал статью о сефардском (еврейско-испанском) языке («Зачатки утраты инфинитива в сефардских говорах Македонии». Македонски јазик. Год XVIII. Скопје, 1967). В 1992 году вышла книга М. Габинского «Сефардский (еврейско-испанский) язык. Балканское наречие», первая на русском языке монография, посвящённая джудезмо.
В 1988 году стал сторонником движения за перевод молдавского языка на латинскую графику. В 2007 году к семидесятипятилетию учёного в Кишинёве был опубликован его новый, монументальный «Словарь корневых этимологических дублетов румынского языка» (Dicţionar de rizodublete etimologice ale limbii române).
Был членом редколлегии журналов «Revistă de lingvistică şi ştiinţă literară» и «Buletinul Institutului de Lingvistică» (на румынском языке).
Умер 23 апреля 2020 года.

## Труды М. А. Габинского

### Публикации
- Вторичная инфинитивность в балканских языках. — М., 1966. — 21 с.
- Возникновение инфинитива как вторичный балканский языковый процесс. На материале албанского языка. — Л.: Наука, Ленинградское отделение, 1967. — 280 с.
- Появление и утрата первичного албанского инфинитива (к проблеме инфинитивности в балканских языках). — Л.: Наука, Ленинградское отделение, 1970. — 336 с.
- Очерки по основаниям грамматики. Институт языка и литературы АН МССР. — Кишинёв: Штиинца, 1972. — 363 с.
- Герундизация имени действия в македонском языке (в связи с общебалканской тенденцией к вербализации имён действия). — М., 1974. — 20 с.
- Scurt dicţionar etimologic al limbii moldoveneşti (Краткий этимологический словарь молдавского языка, под редакцией Н. Раевского и М. Габинского). — Кишинёв: Штиинца, 1978.
- Грамматическое варьирование в молдавском языке (Некоторые аспекты). Под редакцией Р. Я. Удлера. АН МССР. — Кишинёв: Штиинца, 1980. — 223 с.
- Din problemele gramaticii şi derivării române (Вопросы румынской грамматики и словообразования). — Кишинёв: Штиинца, 1991.
- Вопросы румынской грамматики и словообразования. Под редакцией Р. Я. Удлера. — Кишинёв: Штиинца, 1991. — 130 с.
- Сефардский (еврейско-испанский) язык. Балканское наречие. Под редакцией Р. Я. Удлера. Институт языка и литературы АН Республики Молдова. — Кишинёв: Штиинца, 1992. — 182 с.
- Dicţionar de dublete etimologice ale limbii române (Словарь этимологических дублетов румынского языка). — Кишинёв: Litera, 1998.
- Пособие по морфологии дакороманского глагола: Глагольные категории и анегории в синхронии и диахронии. — Кишинёв: Штиинца, 2002.
- Dicţionar de rizodublete etimologice ale limbii române (Словарь корневых этимологических дублетов румынского языка). Институт языка и литературы АН Молдовы. — Кишинёв: Штиинца, 2007.
- Балканский инфинитив — очередной этап дискуссии. Антикритический обзор. — Кишинёв: Центральная типография, 2008. — 383 с.
- Formele verbale nepredicative nonconjunctivale ale limbii române: pe marginea tratării lor în gramatica oficială. — Chişinau: Institutul de filologie al ASM, 2010.
- Lucrări alese de lingvistică română (Избранные труды по румынской лингвистике). — Кишинёв, 2012. — 364 с.
- Studii de limbă română (Исследования румынского языка) / Marcu Gabinschi. — Chişinău: Editura Contrast-Design, 2017. — 280 p.
- Mic dicţionar etimologic al limbii române: cu o introducere în etimologia ei. — Chişinău: "ŞTIINŢA", 2021. — 468 p.

### Обзоры
- Сефардский язык. В кн.: Основы балканского языкознания. Языки балканского региона, ч. 1. — Ленинград: Наука, 1990.
- Limbă şi politică în Republica Moldova (Langue et politique dans la République Moldave). Совместно с Klaus Heitmann. — Кишинёв: Arc, 1998.

### Сборники под редакцией М. А. Габинского
- Теоретические и практические вопросы изучения иностранных языков. — Кишинёв: Штиинца, 1988.
- Лингвистические основы преподавания иностранных языков. — Кишинёв: Штиинца, 1989.
- Лингвистические исследования научной, художественной и публицистической литературы. — Кишинёв: Штиинца, 1990.